# Saint-Priest-Palus
Saint-Priest-Palus ist eine Gemeinde im Zentralmassiv in Frankreich. Sie gehört zur Region Nouvelle-Aquitaine, zum Département Creuse, zum Arrondissement Guéret und zum Kanton Bourganeuf. 

## Geographie
Sie grenzt im Norden an Saint-Amand-Jartoudeix, im Osten an Saint-Junien-la-Bregère, im Süden an Saint-Moreil, im Südwesten an Auriat und im Westen an Sauviat-sur-Vige.

## Bevölkerungsentwicklung
| Jahr      | 1962 | 1968 | 1975 | 1982 | 1990 | 1999 | 2008 | 2013 |
| --------- | ---- | ---- | ---- | ---- | ---- | ---- | ---- | ---- |
| Einwohner | 100  | 94   | 72   | 71   | 58   | 40   | 44   | 49   |